# Manoir de Malvoisine
Le manoir de Malvoisine appelé aussi château de Malvoisine est un édifice situé sur la commune du Héron, en Seine-Maritime, en France. Il fait l’objet d'une inscription au titre des monuments historiques depuis 1993.

## Localisation
Le manoir est situé dans la commune du Héron.

## Historique
Le site est possédé par l'abbaye de Saint-Ouen au XIIIe siècle.
Le manoir est daté dernier quart du XVIe siècle,.

## Description
L'édifice a conservé son enceinte mais a perdu son pont-levis.

## Protection aux monuments historiques
Le manoir est inscrit comme monument historique le 15 juin 1993.